# بونة بابا زاهد (قلعة خواجة)
بونة بابا زاهد (بالفارسية: بنه بابازاهد) هي منطقة سكنية تقع في إيران في قسم قلعة خواجة الريفي. يقدر عدد سكانها بـ 60 نسمة بحسب إحصاء 2016.